# Кумари (Бразилия)
Кумари (порт. Cumari) — муниципалитет в Бразилии, входит в штат Гояс. Составная часть мезорегиона Юг штата Гойас. Входит в экономико-статистический микрорегион Каталан. Население составляет 3269 человек на 2006 год. Занимает площадь 579,877 км². Плотность населения — 5,6 чел./км².

## Статистика
- Валовой внутренний продукт на 2003 год составляет 22 964 342,00 реалов (данные: Бразильский институт географии и статистики).
- Валовой внутренний продукт на душу населения на 2003 год составляет 7189,84 реалов (данные: Бразильский институт географии и статистики).
- Индекс развития человеческого потенциала на 2000 год составляет 0,756 (данные: Программа развития ООН).